# Грант (окръг, Канзас)
Вижте пояснителната страница за други населени места с името Грант.
Окръг Грант (на английски: Grant County) е окръг в щата Канзас, Съединени американски щати. Площта му е 1489 km², а населението - 7552 души. Административен център е град Юлисис.